# Aimable Nsabimana
Aimable Nsabimana (6 giugno 1997) è un calciatore ruandese, di ruolo difensore.

## Carriera

### Club
Ha esordito con l'APR Kigali nella stagione 2016-2017, ottenendo il terzo posto in campionato.

### Nazionale
Ha esordito in nazionale il 15 luglio 2017 nella partita di qualificazione al Campionato delle Nazioni Africane del 2018 pareggiata per 1-1 contro il Tanzania.

## Palmarès

### Club

#### Competizioni nazionali
- Campionato ruandese: 2

APR: 2017-2018, 2021-2022